# 미국흰따오기
미국흰따오기(American white ibis)는 따오기아과에 속하는 새의 한 종이다. 이 새는 미국 동해안 남부 (뉴저지주 남부, 버지니아주, 노스캐롤라이나주, 사우스캐롤라이나주, 조지아주)에서 발견되며, 미국 걸프 연안 주 (플로리다주, 앨라배마주, 미시시피주, 루이지애나주, 텍사스주)를 따라 중앙아메리카의 대부분의 카리브해 연안 지역을 남쪽으로 지나간다. 이 특정 따오기 종은 중간 크기의 물새로, 전체적으로 흰색 깃털과 검은색 날개 끝을 가지고 있으며(보통 비행 중에만 볼 수 있음), 전형적인 아래쪽으로 구부러진 부리를 가지고 있지만 다리는 밝은 빨간색-주황색이다. 수컷은 암컷보다 몸집이 크고 부리가 더 길다. 번식 범위는 걸프와 대서양 연안, 멕시코와 중앙아메리카 해안을 따라 이어진다. 번식 기간 외에는 북아메리카 내륙으로 더 확장되며 카리브해도 포함된다. 콜롬비아와 베네수엘라의 남아메리카 북서부 해안선에서도 발견된다. 베네수엘라 중부의 개체군은 홍따오기와 겹치고 교배한다. 이 둘은 일부 당국에 의해 단일 종으로 분류되었다.
가재의 먹이는 주로 곤충이나 작은 물고기와 같은 작은 수중 먹이로 구성된다. 가재는 대부분의 지역에서 선호되는 먹이이지만 서식지와 먹이의 양에 따라 먹이를 조절할 수 있다. 가재의 주요 먹이 사냥 행동은 얕은 물 바닥에서 부리를 이용해 먹이를 찾고 포획하는 것이다. 가재는 먹이를 보지 않는다.

## 묘사
성체 미국흰따오기의 흰색 깃털과 분홍색 얼굴 피부는 독특하다. 성체는 보통 비행 중에만 보이는 검은색 날개 끝을 가지고 있다. 번식하지 않는 조건에서는 긴 아래쪽으로 구부러진 부리와 긴 다리가 밝은 빨간색-주황색을 띈다. 번식기의 첫 열흘 동안 피부는 부리의 짙은 분홍색으로 어두워지고 다리에는 거의 보라색이 도는 빨간색으로 변한다. 그런 다음 연한 분홍색으로 변하며 부리 끝이 검게 변한다. 성체 미국흰따오기는 깃털이 비슷하기 때문에 외형적으로 성별을 결정하기가 어렵다. 그러나 수컷이 암컷보다 훨씬 크고 무겁고 길고 두꺼운 부리를 가지고 있기 때문에 크기와 비율 면에서 성적 이형성이 있다. 이 종은 따오기의 경우 중간 정도 크지만 큰 물떼새의 경우 상대적으로 짧고 다리가 작고 작고 부피가 크다. 플로리다주 남부에서 미국흰따오기를 대상으로 한 연구에 따르면 수컷은 872.9~1,261g, 암컷은 592.7~861.3g의 무게 범위를 보였으며, 평균 무게는 수컷 1,036.4g, 암컷은 764.5g이다. 성체 암컷과 수컷 새의 길이는 53~70cm이며 날개 길이는 90~105cm이다. 표준 측정 중 미국흰따오기는 각 날개를 따라 20.5~31cm 크기로 꼬리 길이는 9.3~12.2cm, 발목뼈는 6.75~11.3cm, 부리는 11~16.9cm이다.
새로 부화한 미국흰따오기는 보라색 깃털로 덮여 있으며 머리와 날개가 짙은 갈색 또는 검은색으로 깊어진다. 가슴은 종종 비어 있으며 머리에 흰색 털이 있을 수 있다. 홍채는 갈색이다. 노출된 피부는 처음에는 짙은 회색인 부리 끝을 제외하고는 분홍색을 띠지만 부화 후 며칠 이내에 회색으로 변한다. 부리는 짧고 곧게 펴지며 5일에서 9일 사이에 떨어지는 달걀 이빨을 가지고 있으며, 생후 6일경부터 세 개의 검은 고리가 발달하여 약 6주가 지나면 회색으로 변한다. 회색에서 모래 회색 갈색의 어린 깃털은 2주에서 6주 사이에 나타나며 얼굴과 부리는 몇 주 후에 분홍색으로 변하고 다리는 회색으로 유지된다. 홍채는 이 단계에서 어두운 회색으로 변했다. 어린 미국흰따오기는 일단 도망치면 대부분 갈색 깃털을 가지고 엉덩이, 날개 아래 부분과 아랫부분만 흰색이다. 다리는 연한 주황색으로 변한다. 성숙함에 따라 흰색 깃털이 등에 나타나기 시작하고 점진적으로 탈피하여 흰색 성체 깃털을 얻는다. 이는 대부분 2년 말까지 완료되지만, 일부 갈색 깃털은 3년 말까지 머리와 목에 남아 있다. 어린 새는 성체 크기와 몸무게에 도달하는 데 약 2년이 걸린다.

## 분포 및 서식지
미국흰따오기는 플로리다주에서 가장 흔하며, 단일 번식 집단에서 30,000마리 이상이 관찰되었다. 또한 카리브해 전역, 멕시코 (바하칼리포르니아주에서 남쪽으로)와 중앙아메리카의 양쪽 해안, 그리고 콜롬비아와 베네수엘라까지 남쪽으로 서식한다. 비번식 범위는 내륙으로 더 확장되어 북쪽으로는 버지니아주까지, 서쪽으로는 텍사스주 동부까지 이어진다.
이 종은 방황하는 것으로 알려져 있으며, 때때로 작은 무리에서 평소 서식 범위를 벗어난 주에서 목격되기도 한다.